# Autoritat Aeroportuària Israeliana
L'Autoritat Aeroportuària Israeliana (en hebreu: רשות שדות התעופה בישראל) (en àrab: سلطة المطارات في إسرائيل) va ser fundada l'any 1977 com una empresa pública sota el mandat de la "Llei de l'Autoritat d'Aeroports Israelians". L'Autoritat Aeroporturaria es resposabiliza dels principals aeroports civils d'Israel i dels llocs fronterers entre Israel i els països veïns (Egipte, Jordània, i l'Autoritat Palestina).

## Infraestructures gestionades

### Aeroports

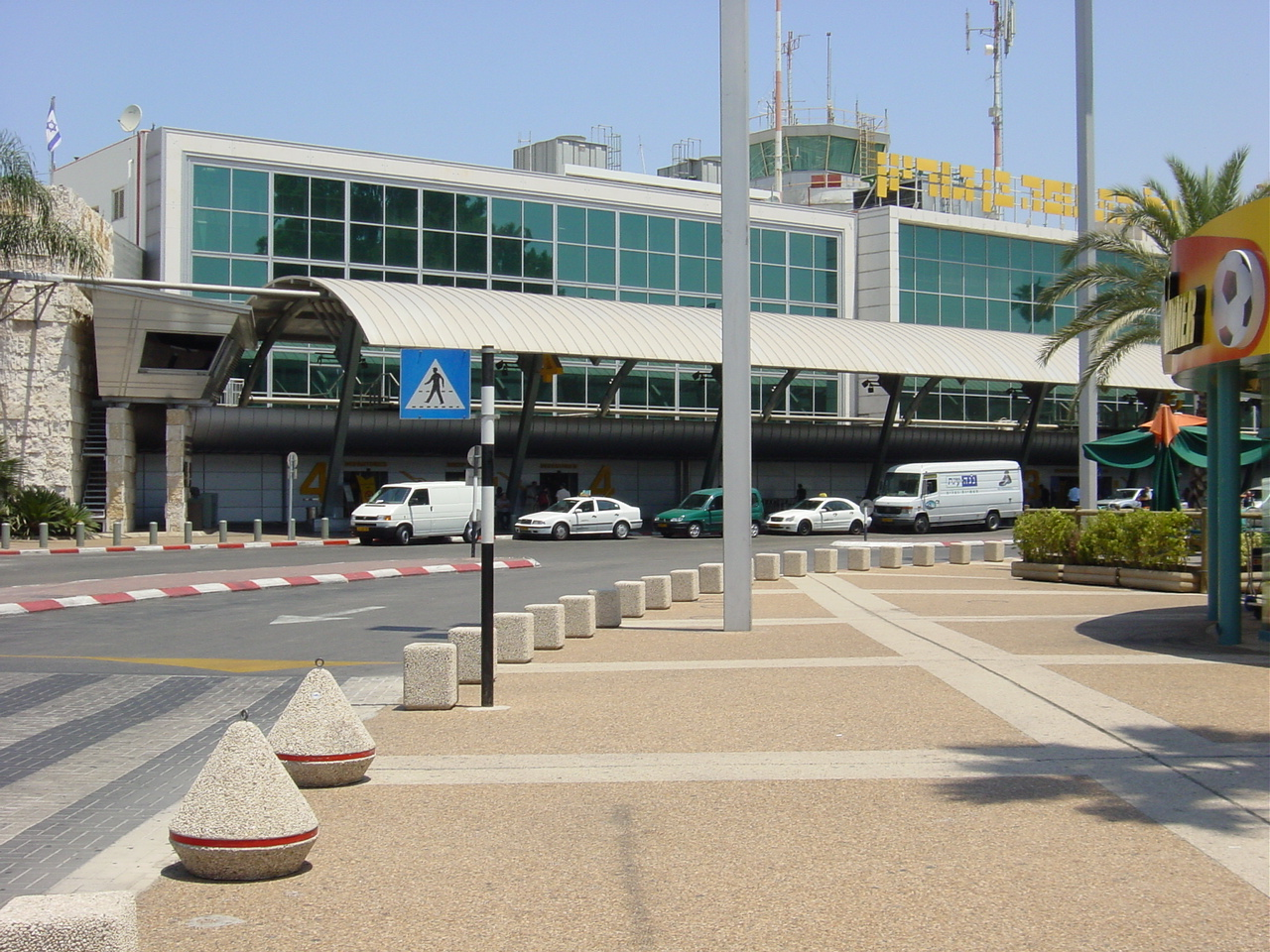
Terminal 1 de l'Aeroport Internacional Ben Gurión.

- Aeroport Internacional Ben Gurion
- Aeroport d'Elat
- Aeroport de Haifa
- Aeroport de Herzliya
- Aeroport Internacional d'Ovda
- Aeroport de Rosh Pina
- Aeroport de Sde Dov

### Passos fronterers
Egipte
- Pas fronterer de Nitzana
- Pas fronterer de Taba

Jordània
- Pas fronterer de Allenby
- Pas fronterer del Riu Jordan

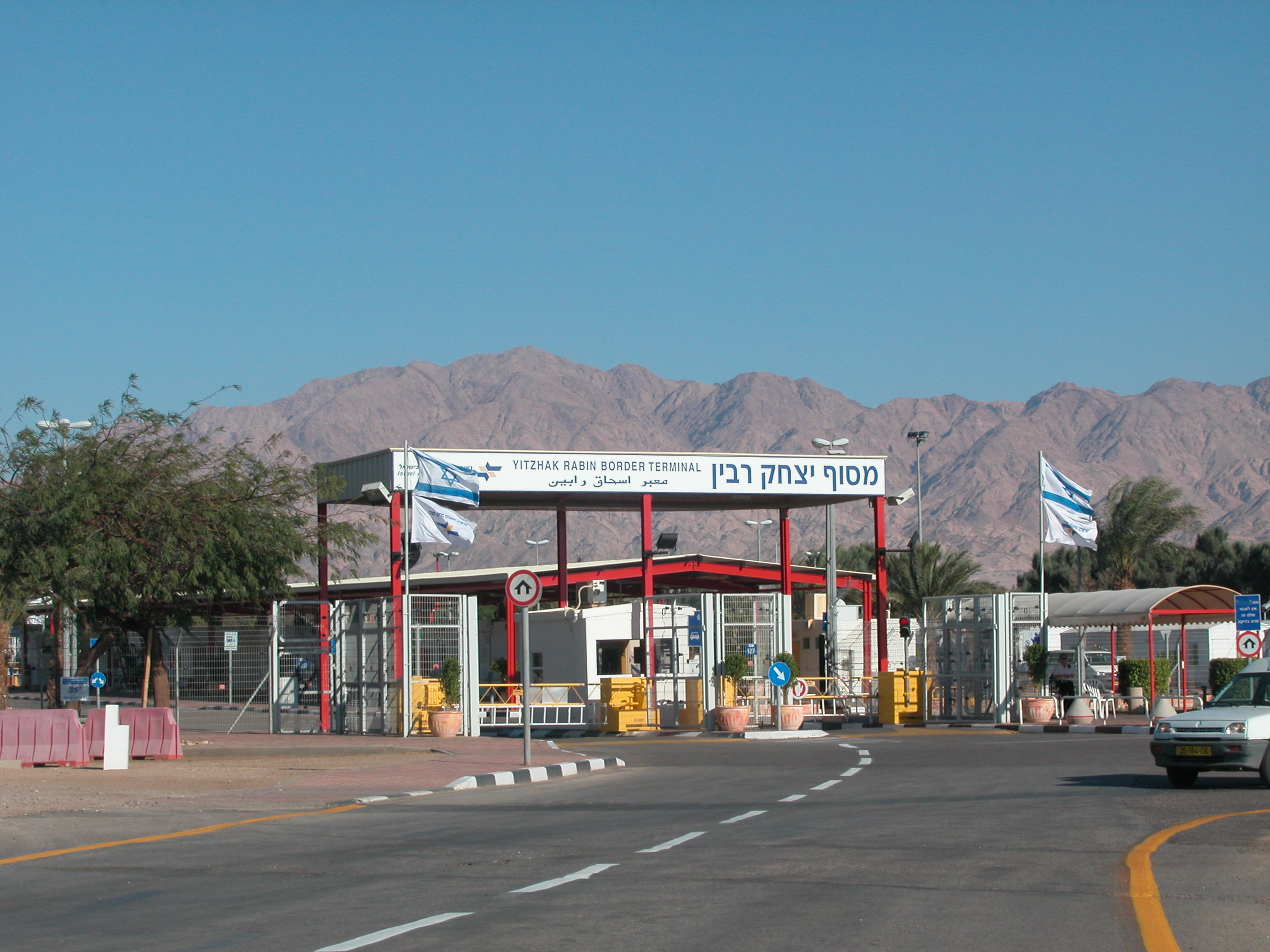
Pas fronterer gestionat per la IAA.

- Yitzhak Rabin Crossing (aka Wadi Llaurava Crossing)

Autoritat Palestina
- Pas fronterer de Karni

### Antigues infraestructures
- Aeroport de Qiryat Shemona
- Pas fronterer de Rafah
- Aeroport de Gaza